# Notommata tripus
Notommata tripus är en hjuldjursart som beskrevs av Ehrenberg 1838. Notommata tripus ingår i släktet Notommata och familjen Notommatidae. Arten är reproducerande i Sverige. Inga underarter finns listade i Catalogue of Life.